# برج‌های ال فارو

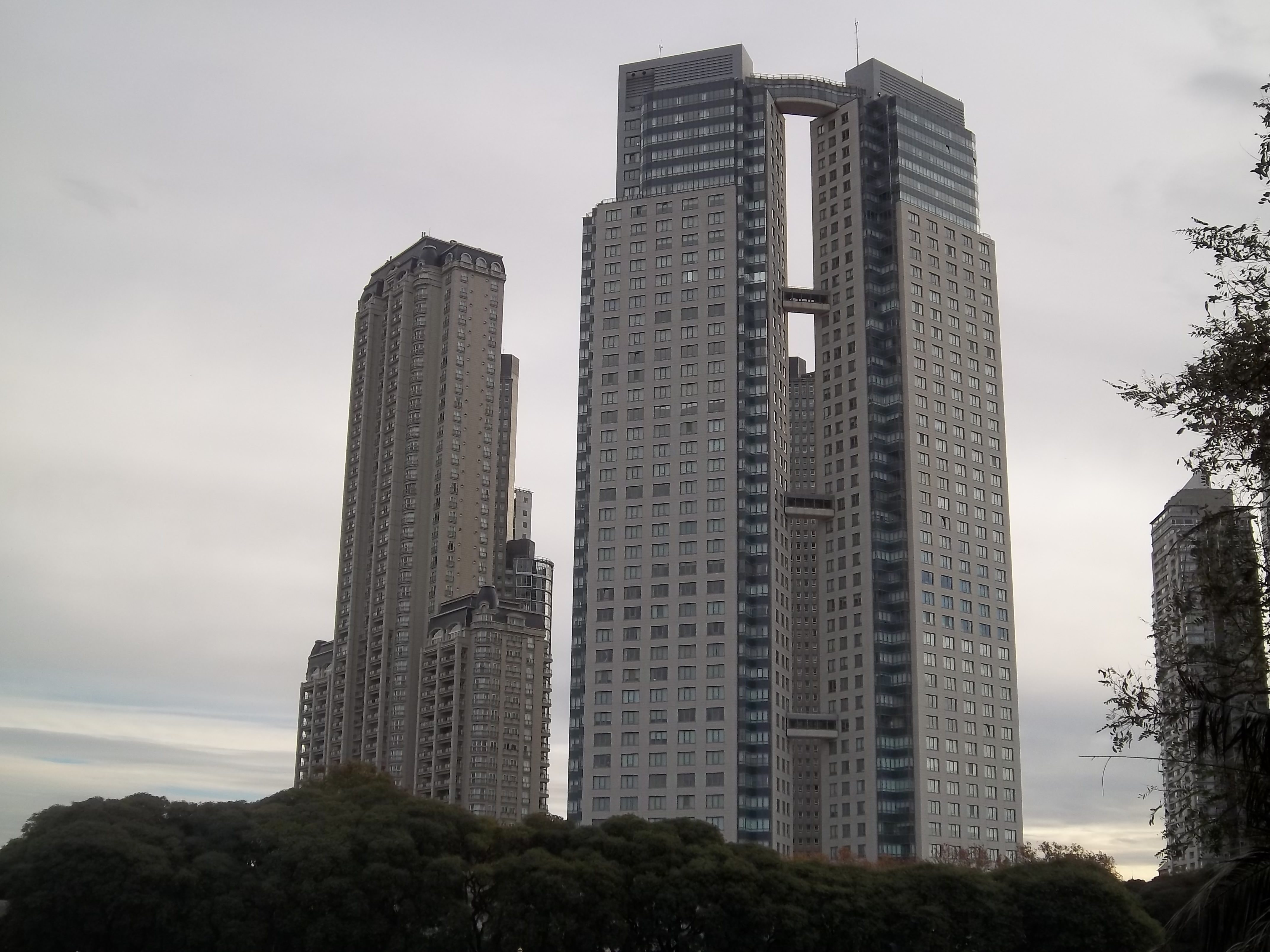
نمایی از آسمان‌خراش‌های ال‌فارو - ۲۰۱۳

برج‌های دوقلوی ال فارو (به اسپانیایی: torres el faro) در بوینس آیرس آرژانتین جای دارند. کار ساخت این برج ۱۸۵ متری در سال ۲۰۰۳ آغاز شد و در سال ۲۰۰۵ میلادی پایان یافت. این برج مسکونی یکی از نمادهای بوینس آیرس است.